# Platambus heteronychus
Platambus heteronychus är en skalbaggsart som beskrevs av Nilsson 2003. Platambus heteronychus ingår i släktet Platambus och familjen dykare. Inga underarter finns listade i Catalogue of Life.